# Red clump

Diagramme HR montrant le grumeau rouge marqué par RC sur la courbe verte traçant l'évolution d'une étoile de 2 M_{☉}.

En astronomie, le red clump (en français grumeau rouge) désigne une zone du diagramme de Hertzsprung-Russell correspondant aux géantes rouges de population I — c'est-à-dire dont la métallicité est du même ordre que celle du Soleil — tirant leur énergie d'une part de la fusion de l'hélium en carbone 12 par réaction triple-alpha au cœur de l'étoile et d'autre part de la fusion de l'hydrogène par réaction proton-proton dans une enveloppe autour du cœur. Ces étoiles sont plus lumineuses que les étoiles de même température appartenant à la séquence principale — ou plus froides que les étoiles de la séquence principale de même luminosité ; elles se situent par conséquent au-dessus et à droite de la séquence principale dans le diagramme de Hertzsprung-Russell.
Le grumeau rouge est en quelque sorte l'équivalent, pour les étoiles de population I, de la branche horizontale du diagramme de Hertzsprung-Russell, qui concerne quant à elle les étoiles de population II — c'est-à-dire de faible métallicité : red clump et branche horizontale regroupent des étoiles qui tirent leur énergie de la fusion de l’hélium en leur cœur, tandis que la séquence principale regroupe des étoiles tirant leur énergie de la fusion de l’hydrogène en leur cœur.

## Utilisation en mesures de distances
La magnitude absolue des géantes rouges du grumeau rouge est théoriquement indépendante de l'âge et de la métallicité de ces étoiles, ce qui permettrait d'utiliser ces dernières pour calculer l'éloignement des structures où elles se trouvent : la différence entre la magnitude apparente et la magnitude absolue correspond au module de distance, lequel est directement en relation avec la distance séparant ces étoiles de notre planète. Cela en fait donc un outil d'estimation des distances astronomiques, calibré notamment dans la bande K (proche infrarouge) à l'aide des étoiles du Grand Nuage de Magellan, ce qui a permis en retour d'affiner l'évaluation de l'éloignement de ce dernier.

## Exemples
Un certain nombre de géantes rouges visibles dans le ciel nocturne sont en réalité des étoiles du red clump, de type K précoce ou de type G tardif :
- Capella Aa[6] ;
- ε Tauri[7] ;
- β Ceti[6].

Arcturus a parfois été classée comme une étoile géante du red clump mais à l'heure actuelle elle est plus souvent considérée comme une étoile de la branche des géantes rouges, quelque peu plus froide et plus lumineuse qu'une étoile du red clump.